# Bécsi kapu téri szőlőtőke

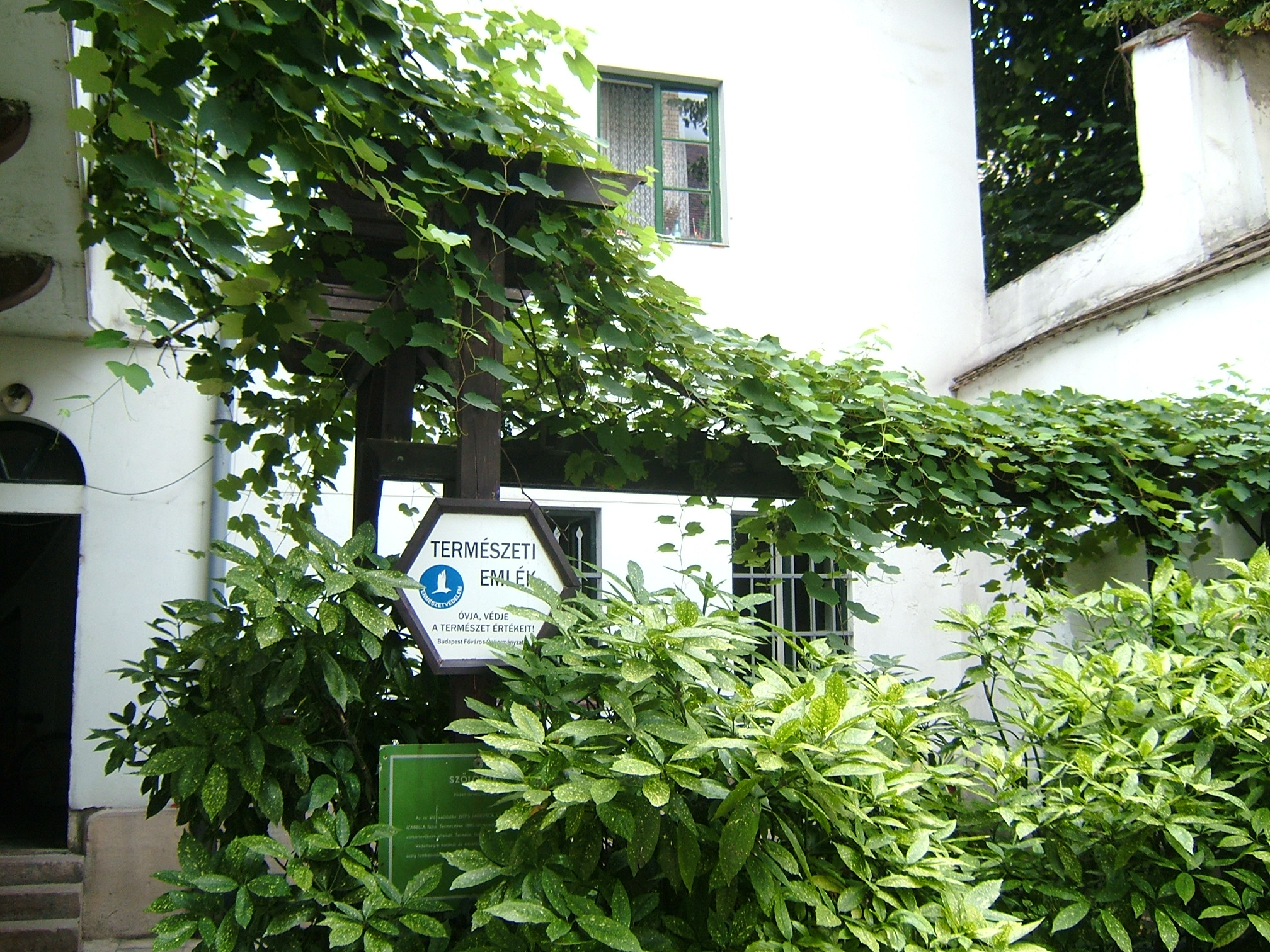
A szőlőtőke

A Bécsi kapu téri szőlőtőke Budapesten, a Budai vár területén, a Bécsi kapu tér 8. szám alatti ház udvarán található, egyike Budapest védett természeti értékeinek. Védettségét hatalmas mérete és egészsége indokolja. Egész évben látogatható.

## Leírása
A lenyűgöző méretű amerikai Izabella fajtájú szőlőtő tövénél 46 cm, egy méter magasságban 23 cm kerületű. Vesszőinek hosszúsága mára biztosan meghaladja a száz métert. Május végén, június elején virágzik, későn, októberben beérő szőlőfürtjei sötétkék színű, vastag héjú, nagy magvú szemeket teremnek, melyekből nem készítenek bort, a ház lakói csemegeszőlőként fogyasztják őket. A szőlő kiváló egészségi állapotban van, semmiféle különleges kezelést nem kapott, betegség, vagy kórokozók mégsem támadják.

## Története
A szőlő, a szemtanúk állítása szerint, 1945 tavaszán bújt elő az udvar északnyugati oldalán, 6-os szám udvarától elválasztó fal mellett, a háborús törmelék alól, és 1947-ben fordult termőre. Védelem alá helyezése 1982-ben történt egy házon belüli perpatvar eredményeképpen. A ház egyik lakója ugyanis ki szerette volna vágni, mire válaszul egy másik lakó, aki 1947-ben született, és a maga születését, a szőlő első fürtjeinek „születésével” azonosította, igen rövid időn belül kijárta a szőlőtő fővárosi védelem alá kerülését, egyszersmind vállalta a gondnoksággal járó teendőket is.

## Környezete
A szőlőtő a Bécsi kapu tér 8. aprócska udvarán él, egymaga alkotván lugast a középkori eredetű, klasszicista stílusban átépített, zárt sarokerkélyes Esterházy-palota pergoláján. A palota utolsó lakója Esterházy Móric volt. A dísznövényekkel teli udvar másik figyelemre méltó jelensége egy hatalmas, 1963-ban sarjadzott agavé, ami egy jókora, középkori eredetű malomkövön trónol az udvar közepén. Mellette még felfedezhető az egykori kocsifordító korong helye.